# George Sutherland (lekkoatleta)
George Watt Sutherland (ur. 7 maja 1903 w Edynburgu, zm. 10 maja 1951 w Calgary) – kanadyjski lekkoatleta, trzykrotny medalista igrzysk Imperium Brytyjskiego.
Był wszechstronnym lekkoatletą. Na igrzyskach Imperium Brytyjskiego w 1930 w Hamilton zajął 4. miejsce w trójskoku. Wystąpił także w rzucie dyskiem i rzucie młotem, ale wszystkie próby miał nieudane. Na kolejnych igrzyskach Imperium Brytyjskiego w 1934 w Londynie zdobył srebrny medal w rzucie młotem (przegrał tylko z Malcolmem Nokesem z Anglii, a wyprzedził Williama Mackenzie ze Szkocji), zajął 7. miejsce w rzucie dyskiem, 8. miejsce w pchnięciu kulą, a w trójskoku nie miał mierzonej próby. Był zgłoszony również do rzutu oszczepem, ale w nim nie wystąpił. Wreszcie na swych trzecich igrzyskach Imperium Brytyjskiego w 1938 w Sydney zwyciężył w rzucie młotem (przed Keithem Pardonem z Australii i Jimem Leckiem z Nowej Zelandii), zdobył brązowy medal w rzucie dyskiem (za swym kolegą z reprezentacji Kanady Erikiem Coyem i Davidem Youngiem ze Szkocji) oraz zajął 8. miejsce w pchnięciu kulą.
Był mistrzem Kanady w rzucie młotem w 1931 i 1934, w rzucie oszczepem w 1931 i w dziesięcioboju w 1932 oraz wicemistrzem w rzucie młotem w 1947 i 1949.   
26 czerwca 1932 w Calgary ustanowił rekord Kanady w dziesięcioboju rezultatem 6505,550 pkt (według ówczesnej punktacji).
Zmarł po krótkiej chorobie w 1951 w wieku 48 lat. Został wybrany do Canadian Olympic Hall of Fame w 1956 i Alberta Sports Hall of Fame w 1958.